# Прапор Лютовиськ
Прапор Лютовиськ — один з офіційних символів села Лютовиська, Старосамбірського району Львівської області.

## Історія
Прапор затвердила V сесія  Лютовиської сільської ради 3-го скликання рішенням від 29 червня 1999 року.
Автор — Андрій Гречило.

## Опис
Квадратне біле полотнище, із нижніх кутів до середини верхнього краю йдуть сині смуги (завширшки в 1/5 сторони прапора), у верхніх кутах по зеленому буковому листку, внизу — червоний рак.

## Зміст
Прапор побудований на основі символіки герба поселення. Символи розкривають природні багатства громади. Синя кроква (як літера “Л”) указує на назву села. Букові листки, рак та білий колір означає села Букова, Ракова та Биличі, підпорядковані Лютовиській сільраді.
Квадратна форма полотнища відповідає усталеним вимогам для муніципальних прапорів (прапорів міст, селищ і сіл).